# Springston
Springston est une petite localité rurale de la région de Canterbury située dans l'Île du Sud de la Nouvelle-Zélande.

## Population
La ville de ‘Springston’ avait une population de 3 303 habitants lors du recensement de 2013 en Nouvelle-Zélande, en augmentation de 483 résidents par rapport à l’année 2006 .

## Histoire
Elle fut fondée au milieu du XIXe siècle, en commençant par l’établissement de la gare de «Spring Station» par James E. FitzGerald, qui exploitait une ferme à cet endroit de 1853 à 1857, et à nouveau de 1860 à 1867.
Le premier bâtiment du village fut l’église méthodiste, qui ouvrit en 1866 (remplacée par un second bâtiment en 1873).
Walter Lawry, qui émigra avec sa femme et ses 10 enfants vers la Nouvelle-Zélande en 1862, était un prêcheur méthodiste, qui s’intalla dans Springston pour 50 ans .

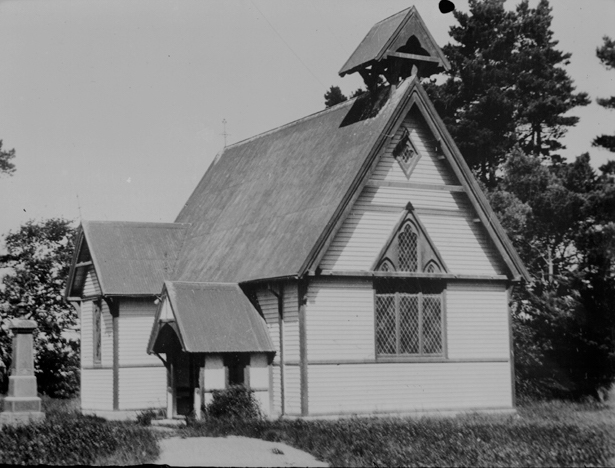
St Mary's Church, Springston

L’église ‘St Mary' , qui ouvrit en 1875, fut une des premières églises anglicanes de la région de Canterbury.
Le clergyman ‘Harry Stocker’, nouvellement arrivé en provenance d’Irlande, aida à organiser la souscription et les donations pour fonder le bâtiment ici et aussi de l’église ‘St Paul' dans la ville de Tai Tapu (en 1876).
Les 2 églises furent conçues par l’architecte de Christchurch: Frederick Strouts (en), qui plus tard fit les plans de «Ivey Hall» au niveau de l’Université Lincoln (en)

## Installations
Springston a un pub, une laiterie et un hôtel de ville, tous situés sur ‘Leeston Road’.

## Loisirs
Le terrain de rugby de Springston, situé au niveau du «Domaine» accueille le rugby, mais aussi le cricket et le tennis pour les résidents locaux et des environs; un nouveau terrain de jeux récemment construit pour les enfants avec des salles de clubs, peut aussi servir pour les voyageurs, qui s'y arrêtent avec des enfants.
Le club de poneys de Springston est connu pour être inscrit sur une ligne historique dans le cadre du «NZ pony club realm», ayant débuté pour l'île du sud par le fameux «Springston Trophy» en 1976.
Ses petites salles de club et son terrain sont la propriété de la Couronne et sont utilisés par ses nombreux membres chaque dimanche.

## Éducation
Elle a une école primaire, qui fut ouverte en 1868.
En 2013, Springston avait une école primaire en croissance avec un effectif de plus de 200 élève et devrait s'étendre de 4 classes, dont la construction a été approuvée pour cette année .
Les élèves du secondaire vont suivre les cours à la ville proche de Lincoln au niveau de l'«école secondaire de lincoln (en)».
Le magasin «George Roy Store» fut autrefois connu sous le nom de «Howard et Dartnall», un magasin fondé en 1874 par Harry Lloyd Dartnall en partenariat avec son ami M. Howard.
D’autres bâtiments historiques comprennent le «Springston Hotel», le presbytère méthodiste d’origine et quatre cottages de plus de 100 ans d’âge.